# Crosskeya gigas
Crosskeya gigas là một loài ruồi trong họ Tachinidae.